# Хронологија СФРЈ и СКЈ 1966.
Хронолошки преглед важнијих догађаја везаних за друштвено-политичка дешавања у Социјалистичкој Федеративној Републици Југославији (СФРЈ), деловање Савеза комуниста Југославије (СКЈ), Радничког покрета Југославије, као и општа политичка, друштвена, спортска и културна дешавања која су се догодила у току 1966. године.
| Јануар Фебруар Март Април Мај Јун Јул Август Септембар Октобар Новембар Децембар |

## Јануар

#### 7. јануар
- У Београду одржана Трећа пленарна седница Централног комитета Савеза комуниста Србије на којој је разматрана анализа избора и састав организација СК у предузећима, као и општинских и среских комитета СК.[1]

#### 13. јануар
- У Новом Саду, 13. и 14. јануара одржана Девета покрајинска конференција Социјалистичког савеза радног народа Србије за Војводину, на којој су разматрани резултати у остваривању одлука Петог конгреса ССРНЈ, Осмог конгреса СКЈ и новог Устава СФРЈ.[1]

#### 24. јануар
- У Сарајеву, од 24. до 27. јануара, одржан Шести конгрес Социјалистичког савеза радног народа Босне и Херцеговине, на коме су сумирана искуства и остварења постигнута у друштвено-економском и политичком развоју СР Босне и Херцеговине од Петог конгреса Социјалистичког савеза радног народа БиХ.[1]
- У Приштини, 24. и 25. јануара одржана Седма покрајинска конференција Социјалистичког савеза радног народа Србије за Косово и Метохију, на којој су разматрана питања остваривања основних привредних и политичких циљева утврђених на Шестој покрајинској конференцији, а у циљу извлачења АП Косово и Метохија из привредне и укупне заосталости.[2]

## Фебруар

#### 16. фебруар
- У близини Каштела Старог, код Сплита догодила се тешка железничка незгода у којој је на лицу места страдало 33 путника, док је њих преко 30 задобило повреде.[3]

#### 17. фебруар
- У Загребу, од 17. до 19. фебруара, одржан Шести конгрес Социјалистичког савеза радног народа Хрватске на коме се расправљало о Социјалистичком савезу као битом фактору изградње и учвршћивања непосредне демократије, а разматрани су и циљеви и методи рада ове организације.[2]

#### 22. фебруар
- У Београду, од 22. до 24. фебруара, одржан Шести конгрес Социјалистичког савеза радног народа Србије током кога су сумирани резултати опште дебате вођене међу члановима и руководствима Социјалистичког савеза. На крају Конгреса изабран је нови Главни одбор, за чијег председника је поново изабран Михаило Швабић.[2]

#### 25. фебруар
- У Београду одржана Трећа пленарна седница Централног комитета Савеза комуниста Југославије на којој су разматрани „актуелни проблеми борбе СКЈ за спровођење привредне реформе”. На Пленуму је истакнута потреба одлучнијег отклањања свега што омета спровођење реформе и изабрана Комисија за израду закључака, који су разматрани у другом делу Треће седнице ЦК СКЈ 11. марта.[2][4][5]

| Јануар Фебруар Март Април Мај Јун Јул Август Септембар Октобар Новембар Децембар |

## Март

#### 3. март
- У Љубљани, Загребу и Јасеницама, од 3. до 13. марта, одржано 33. светско првенство у хокеју на леду. Отварању првенства у хали „Тиволи” у Љубљани присуствовао је председник СФРЈ Јосип Броз Тито.[6]

#### 11. март
- У Београду одржан наставак Треће пленарне седнице Централног комитета Савеза комуниста Југославији, чији је први део одржан 25. и 26. фебруара. На седници је разматран предлог закључка, који је на основу теза и дискусије, припремила посебна Комисија ЦК СКЈ.[7][4][8]

#### 24. март
- У Титограду, 24. и 25. марта одржан Пети конгрес Социјалистичког савеза радног народа Црне Горе коме је присуствовало 163 делегата и гостију. На Конгресу је истакнута значајна улога Социјалистичког савеза у дотадашњем друштвено-економском развоју Социјалистичке Републике Црне Горе.[7]

#### 30. март
- У посети Совјетском Савезу, од 26. марта до 9. априла, на позив ЦК КПСС), боравила делегација СК Југославије која је присуствовала 23. конгресу КПСС. Делегацију, коју је предводио секретар ЦК СКЈ и потпредседник СФРЈ Александар Ранковић 8. априла је примио Леонид Брежњев генерални секретар ЦК КПСС.[7][9]

## Април

#### 5. април
- У Љубљани, од 5. до 7. априла одржан Шести конгрес Социјалистичког савеза радног народа Словеније, на коме је председница Главног одбора Вида Томшич истакла да је истински утицај човека у друштву мерило успеха Социјалистичког савеза и да корене етатизма и бирократизма можемо подрезати једино путем непосредног самоуправљања.[7]

#### 10. април
- Председник СФРЈ Јосип Броз Тито, од 10. до 12. априла, боравио у посети Босанској крајини, током које је обишао Дрвар, Босански Петровац, Бихаћ и Бања Луку.[10]

#### 18. април
- Председник СФРЈ Јосип Броз Тито, од 18. до 23. априла, боравио у посети Социјалистичкој Републици Румунији, где је са генералним секретаром Румунске КП Николајем Чаушескуом и председником Државног већа Киву Стојком разговарао о билатералним односима, међународној ситуацији и стању у међународном радничком покрету.[11][10]

#### 26. април
- У Загребу, 26. и 27. априла одржана Четврта пленарна седница Централног комитета Савеза комуниста Хрватске на коме се расправљало о позитивним резултатима дотадашњих привредних кретања.[11]

| Јануар Фебруар Март Април Мај Јун Јул Август Септембар Октобар Новембар Децембар |

## Мај

#### 2. мај
- Председник СФРЈ Јосип Броз Тито, од 2. до 7. маја, боравио у посети Уједињеној Арапској Републици (Египат) где је са председником УАР Гамалом Абделом Насером водио разговоре о унутрашњем развоју и плановима две земље, као и о међународним питањима, а пре свега о улози несврстаних земаља у међународним односима.[11][10][12]

#### 16. мај
- У Београду одржана Пета пленарна седница Централног комитета Савеза комуниста Србије на којој су анализиране активности и задаци СК Србије у спровођењу Трећег пленума ЦК СКЈ, ако и извештај о раду Извршног комитета ЦК СКС између Треће и Пете пленарне седнице.[13]

#### 30. мај
- У посети Југославији, од 30. маја до 2. јуна, на позив председника СФРЈ и генералног секретара ЦК СКЈ Јосипа Броза Тита, боравио први секретар Централног комитета Мађарске социјалистичке радничке партије Јанош Кадар и члан Политбироа и генерални секретар Земаљског савета синдиката Мађарске Шандор Гашпар.[13][14][15]

## Јун

#### 3. јун
- У посети Југославији, од 3. до 11. јуна, на позив председника СФРЈ Јосипа Броза Тита, боравио ирански шах Мохамед Реза Пахлави. У току посете, у Београду су вођени разговори између Тита и Пахлавија и извршена размена билатералних односа, а наставак разговора настављен је 10. јуна на Ванги.[13][14]

#### 7. јун
- У Београду, од 7. до 10. јуна, одржан Шести конгрес Социјалистичког савеза радног народа Југославије (ССРНЈ) који је усвојио извештај Савезног и надзорног одбора о раду ССРНЈ између Петог и Шестог конгреса, пет резолуција и изабрао руководство — председник Лазар Колишевски и генерални секретар Милентије Поповић.[16]

#### 16. јун
- У Београду одржана седница Извршног комитета ЦК СК Југославије на којој је генерални секретар СКЈ Јосип Броз Тито покренуо питања из рада органа Управе државне безбедности (УДБА), као и појаве озбиљних злоупотреба ових органа у политичке сврхе од стране појединих функционера, чиме је отворена „афера прислушкивање”. На састанку је договорено да се формирају Војнотехничка комисија и Комисија ИК ЦК СКЈ са задатком да изврше преглед инсталација и утврде стање, односно чињенице и предложи решења.[17][18][19]

| Јануар Фебруар Март Април Мај Јун Јул Август Септембар Октобар Новембар Децембар |

## Јул

#### 1. јул
- На Брионима одржана Четврта пленарна седница ЦК СК Југославије (ЦК СКЈ) на којој су разматрани актуелни проблеми у вези са „негативним деловањем” неких органа службе безбедности и штетне последице тог деловања на развој система и рад Централног комитета СКЈ. На Пленуму је  усвојена оставка Александра Ранковића на чланство у ЦК и ИК ЦК СКЈ; усвојена одлука да се Светислав Стефановић искључи из ЦК СКЈ и чланства СКЈ и дата препорука Савезној скупштини да га разреши дужности члана СИВ, донета је препорука Савезном извршном већу да изврши реорганизацију Управе државне безбедности.[20][14][21]

#### 10. јул
- У посети Југославији, од 10. до 12. јула, боравила председница Владе Индије Индира Ганди, која је током боравка на Брионима са председником СФРЈ Јосипом Брозом Титом, водила разговоре о билатералним односима између две земље, као и о најважнијим међународним питањима.[20][14]

#### 14. јул
- У Београду одржана заједничка седница свих већа Савезне скупштине на којој је прихваћена оставка Александра Ранковића на функцију потпредседника Републике, а за новог потпредседника изабран је Коча Поповић.[20][14]

#### 26. јул
- У Пули, од 26. јула до 1. августа, одржан XIII „Фестивал југословенског филма“ на коме је за најбољи филм проглашен филм Понедељак или уторак, редитеља Ватрослава Мимице.[22]

## Август

#### 27. август
- У Нишу, од 27. августа до 3. септембра, одржан I фестивал глумачких остварења „Филмски сусрети“, који је наредних година постао један од најпрестижнијих годишњих смотри глумачких остварења Југославије.

#### 28. август
- У Стричићима, на Змијању, поводом педесете годишњице смрти књижевника Петра Кочића (1877—1916) одржан Први Кочићев збор и отворен меморијални музеј.[23]

#### 30. август
- У Штутгарту Фрањо Горета, припадник терористичке организације Хрватско револуционарно братство, убио југословенског конзуларног службеника Саву Миловановићу Дилда.[23]

| Јануар Фебруар Март Април Мај Јун Јул Август Септембар Октобар Новембар Децембар |

## Септембар

#### 5. септембар
- У посети Југославији, од 5. до 10. септембра, боравио норвешки краљ Олаф V. У пратњи министра иностраних послова Ј. Линга, Олаф V се упознао са политичким, економским и друштвеним приликама у СФРЈ и са југословенским званичницима разменио мишљења о међународним питања. Поред Београда, посетио је Скопље, Дубровник, Пулу и Брионе, где је водио разговоре са председником Титом.[24][23]

#### 14. септембар
- У Београду, од 14. до 16. септембра, одржана Шеста пленарна седница ЦК СК Србије на којој је расправљано о „деформацијама” у служби безбедности и активностима након Четвртог пленума ЦК СКЈ. На Пленуму је расправљано о политичкој одговорности руководилаца везаних за рад служби безбедности, након чега су из чланства Централног комитета искључени Војин Лукић и Животије Савић. Уместо Лукића, за организационог секретара ЦК СКС изабран је Добривоје Радосављевић.[23]

#### 22. септембар
- У посети Југославији, од 22. до 25. септембра, боравио генерални секретар ЦК КПСС Леонид Брежњев, који је током разговора са председником СФРЈ Јосипом Брозом Титом, разменио мишљења о низу актуелних међународних питања од заједничког интереса.[25]

#### 26. септембар
- У посети Југославији, од 26. септембра до 2. октобра, боравио председник Државног савета Немачке ДР Валтер Улбрихт, који је током разговора са председником СФРЈ Јосипом Брозом Титом, извршио размену гледишта о односима између Југославије и Источне Немачке и актуелним међународним питањима.[25]

## Октобар

#### 4. октобар
- У Београду одржан Пети пленум ЦК СК Југославије на коме је усвојена теза о реорганизацији Савеза комуниста. Уместо дотадашњег Извршног комитета и Секретаријата изабрано је Председништво ЦК СКЈ од 35 чланова и нови Извршни комитет ЦК СКЈ од 11 чланова. Уведена је функција председника СКЈ на коју је изабран Јосип Броз Тито, дотадашњи генерални секретар СКЈ, док је за секретара Извршног комитета изабран Мијалко Тодоровић. На истој седници, ЦК СКЈ усвојио је предлог Опуномоћства ЦК СКЈ за организацију СК у ЈНА за реорганизацију ове организације. Слична реорганизација извршена је и у Централним и Покрајинским комитетима Савеза комуниста.[26][24][27][28][29]

#### 17. октобар
- У Љубљани одржана Шеста пленарна седница ЦК СК Словеније, на којој је извршена реорганизација Централног комитета и подела на Председништво и Извршни комитет, у складу са одлукама Петог пленума ЦК СКЈ. За председника ЦК СКС, уместо дотадашњег секретара Михе Маринка, изабран је Алберт Јакопич, док је за  председника Извршног комитета ЦК СКС изабран Франце Попит.[26][30]

#### 20. октобар
- Председник СФРЈ Јосип Броз Тито, од 20. до 25. октобра, боравио у посети Индији, где је учествовао на тројном састанку, на коме је са Индиром Ганди и Гамалом Абделом Насером анализирао политичку ситуацију у свету и даље јачање сарадње између Југославије, Индије и Уједињене Арапске Републике (Египат).[24][31]

#### 26. октобар
- У посети Југославији, 26. и 27. октобра, на позив председника СФРЈ Јосипа Броза Тита, боравио етиопијски цар Хајле Селасије. Током боравка, он је са председником Титом водио разговоре током којих су размењена мишљења о актуелним међународним питањима и даљем унапређивању југословенско-етиопијске сарадње.[32][31]
- У Загребу одржан Шести пленум ЦК СК Хрватске на коме је извршена реорганизација Централног комитета и подела на Председништво и Извршни комитет, у складу са одлукама Петог пленума ЦК СКЈ. За председника ЦК СК Хрватске изабран је Владимир Бакарић, дотадашњи секретар ЦК СКХ, док је за секретара Извршног комитета ЦК СКХ изабран Мика Трипало.[26][31]

| Јануар Фебруар Март Април Мај Јун Јул Август Септембар Октобар Новембар Децембар |

## Новембар

#### 4. новембар
- У Београду одржана Седми пленум ЦК СК Србије на коме је извршена реорганизација Централног комитета и подела на Председништво и Извршни комитет, у складу са одлукама Петог пленума ЦК СКЈ. За председника ЦК СКС изабран је Добривоје Радосављевић, уместо дотадашњег секретара Јована Веселинова, а за секретара Извршног комитета Стеван Дороњски.[26][31]

#### 10. новембар
- У Загребу умрла Ката Пејновић (1899—1966) учесница Народноослободилачког рата, председница Антифашистичког фронта жена (АФЖ), потпредседница Народног сабора НР Хрватске и чланица Централног комитета СК Хрватске. Сахрањена је у Гробници народних хероја на гробљу Мирогој у Загребу. Постхумно је 1968. одликована Орденом народног хероја.[33]

#### 14. новембар
- У Сарајеву одржана Девети пленум ЦК СК Босне и Херцеговине на коме је извршена реорганизација Централног комитета и подела на Председништво и Извршни комитет, у складу са одлукама Петог пленума ЦК СКЈ. За председника ЦК СК БиХ изабран је Цвијетин Мијатовић, дотадашњи секретар ЦК СК БиХ, док је за секретара Извршног комитета ЦК СК БиХ изабран Бранко Микулић.[26][34]

#### 27. новембар
- Председник СФРЈ Јосип Броз Тито боравио у посети западној Србији. Најпре је посетио Чачак, где је говорио на железничкој станици, а потом је наставио пут према Титовом Ужицу и обишао споменик на Кадињачи. Након тога је посетио новоизграђену Хидроелектрану „Бајина Башта”, коју је пустио у пробни рад и говорио на митингу.[32][34]

## Децембар

#### 1. децембар
- У посети СР Румунији, од 1. до 3. децембра, на позив генералног секретара Румунске комунистичке партије Николаја Чаушескуа, боравио председник СФРЈ и СКЈ Јосип Броз Тито. У току посете, Тито је у Темишвару водио разговоре са Чаушеском и Јоном Георгом Маурером, председником Савета Министара СР Румуније.[32][35]

#### 5. децембар
- У једнодневној посети Југославији, боравио први секретар КП Бугарске и председник министарског савета НР Бугарске Тодор Живков.[36][35]

#### 9. децембар
- У Београду одржана седница Савезног већа Савезне скупштине на којој је разматран и усвојен Извештај о противуставној делатности групе око Александра Ранковића у злоупотребљавању Службе државне безбедности у политичке сврхе, који је израдила Комисија СИВ-а, на челу са Авдом Хумом. Усвајањем извештаја, потврђена је одлука председника СФРЈ да се одустане од кривичног гоњења Александра Ранковића, Светислава Стефановића и још бивших функционера службе безбедности.[37][38]

| Јануар Фебруар Март Април Мај Јун Јул Август Септембар Октобар Новембар Децембар |